# Trzonopłetwe
Trzonopłetwe (Crossopterygii) – drapieżne ryby kostnoszkieletowe o płetwach osadzonych na długich trzonach o strukturze pięciopalczastej. W zapisie kopalnym są znane od dolnego dewonu (około 400 mln lat temu). 
Występowały w wodach morskich i w zbiornikach słodkowodnych. Osiągały około 1,5 m długości. Do czasów współczesnych przetrwały jedynie latimeria. 
Klasyfikacja trzonopłetwych ulegała wielu zmianom, klasyfikowano je m.in. w randze podgromady ryb kostnoszkieletowych lub – razem z dwudysznymi – jako dwie podgromady mięśniopłetwych. Obecnie takson Crossopterygii nie jest używany, a zaliczane do nich latimerie umieszczono w rzędzie celakantokształtne (latimeriokształtne) włączonym do gromady mięśniopłetwych.